# Peter Norden Sølling
Peter Norden Sølling (13. september 1758 i Christianssand i Norge – 27. februar 1827 i København) var en dansk søofficer.
Han var søn af kaptajnløjtnant i Søetaten og indrulleringschef Peder Norden Sølling (1718 – 1766 i Holland) og Ane Cathrine født Hortulan (1731 – 1785 i Nykøbing Sjælland). Sølling blev sekondløjtnant i Marinen 1776, premierløjtnant 1783, kaptajnløjtnant 1789, kaptajn 1796, kommandørkaptajn 1804 og kommandør 1812.
Som 11årig kom Sølling ind på Søkadetakademiet og havde allerede 1774 tilendebragt sine studier, men da han endnu var for ung og spinkel til at blive officer, besluttede han sig trods manges råd til at gå i koffardifart med det asiatiske Kompagnis skibe; fra 1774 til 1776 gjorde han sit første togt til Ostindien som lærling, tjente sig derefter op i selskabets tjeneste og førte endelig 1790-94 kinafareren Kastellet Dansborg. Under sine ophold i Norge havde han lagt mærke til de dårlige, åbne både, hvormed lodserne besørgede deres farlige tjeneste, der årlig krævede talrige menneskeliv; han foretog nu en udenlandsrejse for at studere bådebyggeri, kom hjem 1798 med en engelsk lukket lodsbåd, og fik tilladelse til at opholde sig i Norge for at bygge lodsfartøjer af denne type og virke for deres indførelse blandt lodser og fiskere. Med stor udholdenhed og trods megen fordom og modstand gennemførte han i årenes løb denne opgave, kraftig understøttet af kronprinsen, Poul de Løvenørn og Frederik Knuth. Han foretog selv ofte farlige besejlinger med sine fartøjer og havde endelig den tilfredsstillelse at se disse fortrinlige både indført ikke alene i Norge, men også i Danmark, Rusland og Tyskland. Med sin båd Rosenkrantz udførte han 1800 en eventyrlig spionering til Anholt for at skaffe oplysninger om den engelske flåde der. 1806 udnævntes han til indrulleringschef og overlods i Frederikshald, men trak sig allerede samme år tilbage for udelukkende at virke for indførelsen af sine både, af hvilke der alene i Norge byggedes 63. I 1808 og de efterfølgende krigsår havde Sølling en kommando over kystforsvaret fra Øster Risør til Christiania. Efter Norges adskillelse rejste han til Danmark og meldte sig til tjeneste. Med sit raske, livfulde væsen imponerede han Frederik 6.; da denne slog på, at han var for gammel til aktiv virksomhed, svarede Sølling ved at vende mølle salen rundt.
1817 ansattes han som waterschout i København, i hvilken stilling han forblev til sin død. Han kom herved til at bemærke, i hvilken fortrykthed de gamle, udtjente sømænd ofte befandt sig, og besluttede at komme dem til hjælp. En sparebøsse, dannet af en 200-pundig bombe, hensattes (1819) på Skippernes Lavshus, og med sit ufortrødne humør begyndte han at samle penge ind. Efter en tarvelig begyndelse på et loft på Wilders Plads kunne han 1825 – da indsamlingen var nået til 25.000 Rigsdaler – købe et sømandshjem i Skvaldergade; derfra flyttedes stiftelsen, som bærer navnet Bombebøssen, 1844 til Brogade og ejede fra 1891 sin ejendom i Overgaden oven Vandet Nr. 48 samt en formue på omkring 1/2 million Kr. foruden legater til et beløb af omkring 130.000 Kr. Sølling døde 27. februar 1827 og jordedes under megen deltagelse. Hans opofrende virksomhed, hans lune og ejendommelig karakteristiske sømandsskikkelse havde skaffet ham mange venner og megen vel fortjent popularitet; i sine erindringer omtaler Adam Oehlenschläger ham meget anerkendende. Han blev Ridder af Dannebrog i 1809.
Sølling blev 1792 gift med Amalie Abigael Eskildsen (23. juli 1772 – 28. august 1817), datter af skibsbygger Erik Eskildsen i København; hun skildres som særdeles smuk.
Han er begravet på Holmens Kirkegård. En mindetavle ved Farsund er rejst af norske lodser og hans portrætrelief af Otto Evens 1882 findes indmuret i Bombebøssens facade mod Overgaden oven Vandet. Maleri af C.A. Lorentzen på Frederiksborgmuseet og maleri af ukendt maler i Bombebøssen. Miniature. Stik af Gilles-Louis Chrétien efter Fouquet. Litografier, bl.a. efter tegninger af Johannes Senn og Christian Horneman.